# Mariä Heimsuchung (Willprechtszell)

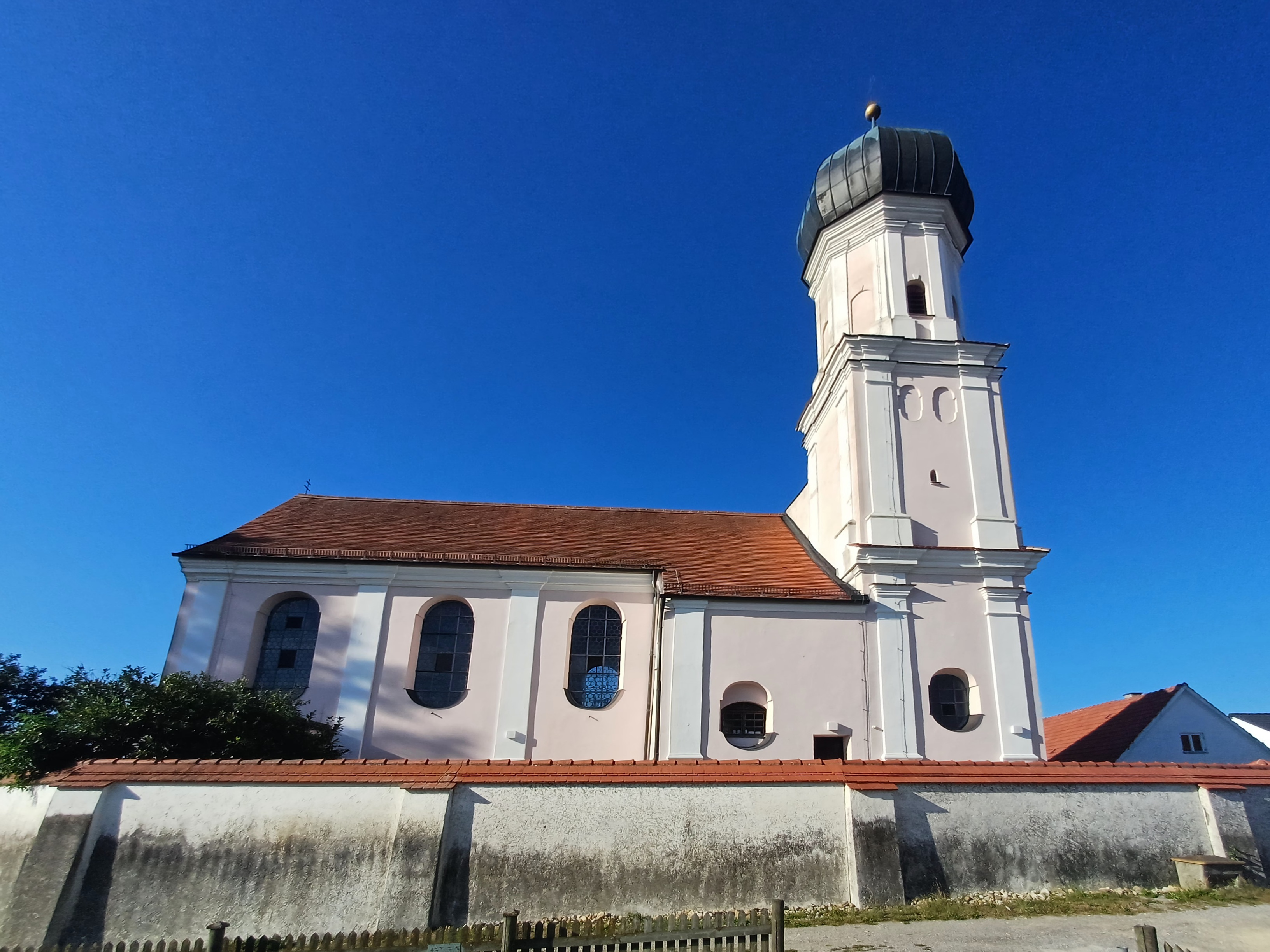
Mariä Heimsuchung, Seitenansicht

Die katholische Pfarrkirche Mariä Heimsuchung ist ein Baudenkmal in Willprechtszell bei Petersdorf im Landkreis Aichach-Friedberg, Bayern.

## Geschichte

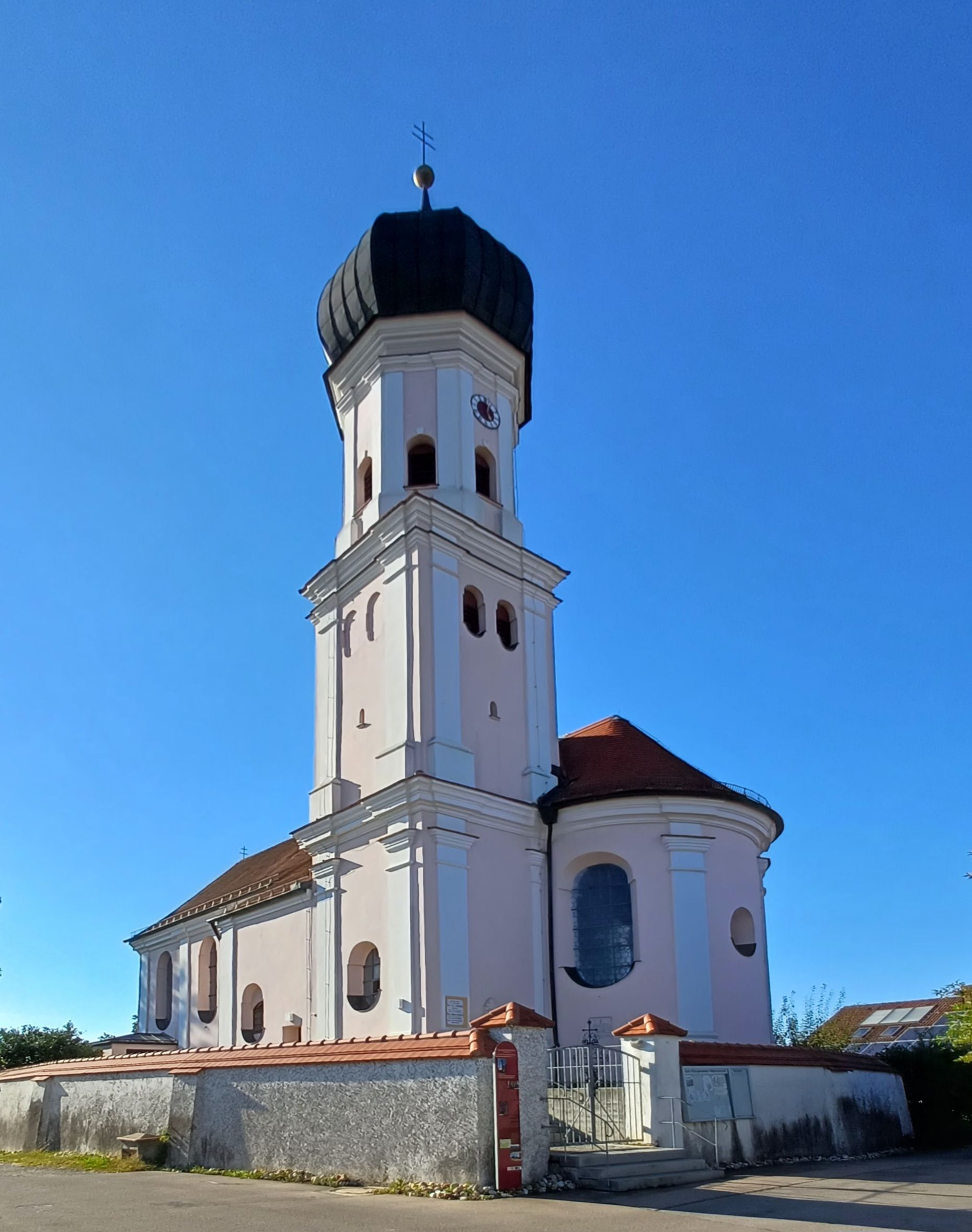
Mariä Heimsuchung, Choransicht

Der Vorgängerbau stammte vermutlich aus der Zeit der Ortsgründung nach 1000. 1732 wurde dieser abgebrochen und eine neue Kirche erstellt, um ausreichend Platz für eine Marienwallfahrt zu schaffen. Hierfür wurde eine neue Marienfigur im Hochaltar erstellt. Die alte Figur kam vermutlich nach Osterzhausen. Die daraufhin blühende Wallfahrt dauerte mindestens bis 1893 an.

## Baubeschreibung
Bei dem Gebäude handelt es sich um ein einschiffiges Langhaus mit eingezogenem Chor. Der Bau ist im Kern spätgotisch. Der Bandlwerkstuck im Chor stammt aus der Erbauungszeit. Die Fresken im Chor wurden 1747 von Ignaz Baldauf erstellt. Sie stellen Esther vor König Ahasver und Abigail vor König David dar. Die Fresken im Langhaus von 1788 sind vom Donauwörther Maler Joseph Anton Wunder. Das Hauptgemälde stellt den Besuch Mariens bei ihrer Base Elisabeth dar. Das Gemälde über der Orgel zeigt die Himmelfahrt Mariens. Die kleineren, meist einfarbigen Fresken aus dem Jahre 1920 haben die Rosenkranzgeheimnisse zum Thema und sind von den Gebrüdern Haugg aus Ottobeuren. Das Langhaus wurde 1919 von der Firma Fritz Wirth aus Augsburg stuckiert.